# Abd-al-Hassib (nom)
Abd-al-Hassib és un nom masculí teòfor àrab islàmic (àrab: عبد الحسيب, ʿAbd al-Ḥasīb) que literalment significa ‘Servidor del Calculador’, essent «el Calculador» un dels epítets de Déu. Si bé Abd-al-Hassib és la transcripció normativa en català del nom en àrab clàssic, també se'l pot trobar transcrit Abdul Hasib, ‘Abdul Hasieb... normalment per influència de la pronunciació dialectal o seguint altres criteris de transliteració. Com a teòfor, també el duen molts musulmans no arabòfons que l'han adaptat a les característiques fòniques i gràfiques de la seva llengua: bosnià: Abdulhasib.
Vegeu aquí personatges i llocs que duen aquest nom.